# 張県
張県（ちょう-けん）は、中華人民共和国河北省にかつて存在した県。現在の邢台市任沢区西部に相当する。
前漢により設置され、後漢により廃止された。